# Farenheit 451 (banda)
Farenheit 451 fue un grupo musical español surgido en Madrid a comienzos de la década de 1980, formado en medio de la entonces recién nacida movida madrileña. Sus componentes fueron Jorge Grundman (teclados y voz), Juan Carlos Oliden (guitarra), Carlos Ibáñez (bajo) y Óscar Bergón (batería). Su nombre original no fue el de Farenheit 451 sino ETC, si bien fueron obligados a cambiarlo al tener otro grupo el nombre ETC como marca registrada. Precisamente para evitar problemas de registro, eliminaron la primera 'h' del nombre (Fahrenheit 451 es una novela de Ray Bradbury). 

## Historia
Farenheit 451 se forman en la Academia Mirasierra de Madrid mientras estudiaban COU Carlos Ibáñez, Juan Carlos Oliden y Jorge Grundman. Los dos primeros llevaban tiempo tocando juntos cuando sugirieron a Jorge Grundman unirse para crear un grupo denominado ETC con el que se presentan al II Trofeo Villa de Madrid donde no son seleccionados. Más tarde, y tras cambiar su estilo y probar a varios baterías, se incorpora definitivamente Óscar Bergón al grupo. Desde el principio de la nueva formación y tras grabar varias maquetas caseras, entregan dos cintas que contenían una versión del que sería uno de sus temas más recordados, Taxi al aeropuerto, al portero del entonces Marquee de Madrid y al encargado Paco Martín. A la mañana siguiente, Paco Martín encargaba al grupo la inauguración de la que fue segunda sala de la movida madrileña, El Jardín, en la calle Valverde de Madrid.
En 1980 son observados por Jorge Álvarez, productor de CBS que acababa de producir a Mecano, Trastos y Los Choques, dado que ninguno de estos grupos había obtenido el éxito que esperaba la multinacional. A la semana de haber terminado la grabación de la maqueta en los estudios Scorpio de Luis Cobos, Mecano despega en las listas de ventas valencianas y Farenheit 451 permanece retenido por CBS. Mientras tanto, continúan sus actuaciones por Madrid, tanto en el Marquee como posteriormente en el mismo local cuando pasa a denominarse Rock-Ola. En 1981 Paco Martín, quien siempre había apostado por el grupo, decide solicitar la maqueta de CBS e incluirla en el recopilatorio estrella de la movida madrileña, Maquetas, lanzado en su sello MR. Precisamente, Taxi al aeropuerto se distingue en dicho recopilatorio del resto, dado el peculiar estilo de Farenheit 451 más cercano a grupos británicos como The Motors que al pop propio de la movida madrileña. 
No vinculados a ningún representante de la movida como Klub, aun así son llamados a participar en el momento cumbre de la movida madrileña, El Concierto de Primavera, celebrado en el 23 de mayo de 1981 en la Escuela de Arquitectura. Por sorteo les toca abrir el concierto y hacer vibrar a la audiencia desde el principio. Como reconocimiento a su labor a finales de 1981, se presenta el primer maxisencillo del grupo denominado precisamente Farenheit 451 y en el que se aprecia una de las características del grupo, su alto nivel instrumental frente a muchos otros grupos del mismo período. Así, mientras que otros grupos que grabaron, aceptaron arreglos de Luis Cobos como es el caso de Mecano y Rafael Trabuchelli (Alaska y los Pegamoides), todo lo que sonaba en Farenheit 451 era lo mismo que cabía esperar en directo. 
En 1982 Carlos Tena les llama para realizar un vídeo para su programa Caja de Ritmos y sabiendo que no habían fichado aún por ninguna multinacional, les proporciona cuatro horas en el estudio Trak de Madrid para que realicen la grabación y la mezcla de dos temas. En tan corto período graban la obra que sería reconocida como una de las mejores de la movida madrileña, Ojos a tu alrededor, y un instrumental denominado El hombre ilustrado. Ojos a tu alrededor aparecería meses más tarde en otro recopilatorio del sello MR.
La incorporación al servicio militar obligatorio de Carlos Ibáñez ese año le impide aparecer en el vídeo de Caja de Ritmos, siendo sustituido por un amigo del grupo (Javier Espinel), pero también trae consigo la falta de actuaciones lo que provoca que el grupo se disuelva a finales de 1982. Jorge Grundman y Óscar Bergón seguirían juntos explorando otras sonoridades con Manolo Mené y Carlos Rodríguez de Mamá o ayudando en arreglos a grupos como Episodio surgidos de la colaboración con Ricardo Chirinos de Pistones.

## Discografía

### Discos oficiales
- Farenheit 451 (MR, 1981).

### Recopilaciones
- Maquetas (MR, 1981).
- 4473910 (MR, 1982).

## Televisión
- Caja de Ritmos (Carlos Tena. TVE, 1983).